# Monumento Natural Caverna do Jabuti
O Monumento Natural Caverna do Jabuti é uma caverna em Curvelândia, Mato Grosso. Esta caverna apresenta em seus mais de 3 mil metros amplos salões de fácil acesso no plano horizontal, além de depósitos de origem química, conhecidos como espeleotemas, estalactites, estalagmites, cortinas, represas de travertinos, flores de aragonita e outros, tornando-se um dos focos do turismo de contemplação. Foi descoberta por Mauro de Moura em 1982. Ela foi tombada, em 19 de julho de 2007, como Patrimônio Natural, o primeiro do Estado.